# Messianisme Habad

Drapeau du messianisme Habad.

Le messianisme Habad (hébreu : משיחיות בחב"ד meshihiout Haba"d) est un terme utilisé pour décrire une croyance au sein de la dynastie hassidique Habad-Loubavitch, selon laquelle le Rabbi Menachem Mendel Schneerson serait le Messie. Cette pensée, développée à partir des années 1950, prend de l'ampleur au fil des ans et atteint son summum au début des années 1990. Sa mort en 1994 n'étouffe pas la ferveur messianique, les croyants trouvant toutes sortes de justifications pour expliquer le fait que Schneerson est le Messie, bien qu'il soit mort. Certains font valoir qu'il n'est pas vraiment mort, il est encore présent physiquement, mais dans un état caché. D'autres soutiennent que même s'il est mort, les preuves existent au sein du judaïsme qui légitiment un Messie ressuscité. Alors que certains croient qu'il est mort mais sera de retour comme Messie, d'autres pensent qu'il est tout simplement caché. De nombreux hassidim pensant que le concept habituel de mort ne s'applique pas à un vrai Tsadik dont l’âme est plus proche de Dieu que celle d'un homme ordinaire, considèrent  que leur dernier rabbin n'est pas mort. Il est vivant d'une façon imperceptible aux humains ordinaires, et se manifestera de nouveau pour proclamer son messianisme,. Ainsi, beaucoup refusent de faire suivre son nom de la marque habituelle de respect aux défunts (zt"l pour Zecher Tzaddik Livrocho, « que la mémoire du Juste serve de bénédiction »).
La prévalence de ces vues est contestée au sein même du mouvement,,, bien que très peu disent ouvertement que Schneerson ne peut être le Messie. La philosophie juive traditionnelle relative à l'identité du Messie ne fournit pas de directives claires quant à savoir qui est l'individu. La réponse du monde orthodoxe est presque universellement hostile à cette croyance. La question reste controversée au sein du monde juif,,.

## Historique
L'un des promoteurs de l'idée que Schneerson est le Messie est le rabbin Avraham Parizh. Dès 1952, Parizh imprime une affiche proclamant le Rabbi comme le Messie. L'affiche est exposée près de Tel-Aviv, et lorsque la nouvelle arrive aux États-Unis, Schneerson interdit sa publication.
En 1961, dans une lettre datée du Tamouz 5721, Pariz récidive. Il écrit :

« Dans le corps sacré du Rabbi, réside l'essence de l'infini de Dieu (Atzmus Ein Sof Baruch Hu). Cela nous explique pourquoi le Rabbi dit ou écrit fréquemment Atzmus Ein Sof Baruch Hu. »

Même si le messianisme Habad remonte aux années 1950 et au précédent Rabbi de Loubavitch, à partir des années 1980 on voit une recrudescence du messianisme. Les gens écrivent des lettres adressées à Machiah au lieu du Rabbi, les conversations autour de la véritable identité du Rabbi deviennent plus répandues, et comme le Rabbi parle de plus en plus fréquemment sur la question de Machiah, la ferveur grandit. Le développement du messianisme Habad est une réponse à l'Holocauste. En effet le rabbin Schneerson explique que la destruction d'une grande partie du peuple juif est en fait le but eschatologique de certitude messianique - ce qui semble être la seule réponse rationnelle d'un point de vue théologique.
En 1991, avec la guerre du Golfe la chute du communisme et l'immigration massive de Juifs russes vers Israël, le rabbin Schneerson est plus direct sur l'ère messianique. Schneerson est cité dans le Jewish Telegraphic Agency annonçant la venue du Messie. Il cite le Yalkout Shimoni: "Humbles, l'heure de votre délivrance est arrivée." Le rabbin Haim Bergstein cité dans le The Detroit Jewish News affirme: Je ne dis pas qu'il est ou qu'il n'est pas Machiach, mais il n'y a pas d'autre aussi savant ... dans notre génération.
Le sociologue Menachem Friedman écrit en 1991 : «... le fait qu'il n'a pas d'enfant et n'a jamais désigné de successeur ... rend la question de la continuité de la dynastie Habad inquiétante. La réponse messianique est pratiquement la seule capable d'apaiser ces craintes. Il ajoute:" ... la propagation de la croyance comme quoi le Rabbi est le Messie est facilitée par l'absence totale de contrôles et d'équilibres au sein du mouvement. La critique est inexistante. Beaucoup de ceux qui l'entourent dépendent financièrement de lui et le considère comme un super-humain. Est-il étonnant que l'on est tenté de croire qu'il est le Messie?
En 1984 le rabbin Shalom Dov Wolpo publie une brochure déclarant le rabbi Messie. Schneerson répond par écrit : En raison de son activité [de Wolpo] ... des centaines de juifs ont arrêté l'apprentissage de la Hassidout, et s'opposent maintenant aux Baal Shem Tov et à son enseignement.
En 1992, le messianisme Chabad gagne en publicité. Comme la santé de leur chef se détériore certains adeptes Chabad deviennent plus explicites dans leur messianisme. Lisa Beyer Journaliste du magazine Time signale la question, en notant que les adeptes de Kfar Habad s'attendent à ce que le rabbin Schneerson se révèle en tant que Messie. Elle rapporte que le rabbin Adin Steinsaltz déclare ouvertement que Schneerson doit se révéler en tant que tel, et affirme que même s'il venait à mourir "la mort du leader ne contredirait pas son potentiel messianique."
Dès la fin de 1992 un mouvement pour couronner Schneerson comme le "Roi Messie" prend de l'importance au sein du mouvement Habad, et un grand rassemblement est organisé à Crown Heights, où le Rabbi doit être couronné sous la direction du rabbin et directeur du mouvement de jeunesse Habad, Shmouel Butman. Il organise un rassemblement, le 30 janvier 1993, annoncé comme la cérémonie du couronnement du rabbin Schneerson. Avant le rassemblement Butman informe la presse que «Ce sera le couronnement du Rabbi comme Melech haMashiach (Roi Messie).", Le rassemblement a lieu le 30 janvier 1993 et est suivi par 8000 personnes à New York et d'innombrables autres par l'intermédiaire de liaisons satellites partout dans le monde. Lors de l'événement Butman est contraint de faire marche arrière, annonçant que le rabbin Schneerson n'est pas d'accord avec cette cérémonie. Il insiste sur le fait que l'événement "ne doit pas être interprété comme un couronnement."
Lorsque le rabbin Schneerson meurt à l'unité de soins intensifs de Centre Medical Beth Israel, 2.000 partisans se rassemblent à l'extérieur sur Stuyvesant Square. On peut voir beaucoup d'hommes chantant et dansant, croyant anticiper la fin des jours. D'autres se recueillent dans la prière, on aperçoit même certains caressant le mur de l'hôpital comme si c'était le Mur occidental.

## Après la mort du rabbin Schneerson
La mort du rabbin Schneerson conduit à une remise en question de la théologie du messianisme au sein de Habad. Même si une dizaine de messianistes extrémistes assistent aux funérailles, dansant tout le long de la procession, faisant valoir que sa mort est un processus nécessaire qui lui permettra de revenir comme le Messie, la plupart des messianistes sont pris de court.
Le reportage du Washington Post sur les funérailles est que la mort laisse Habad étourdi et en crise:
Trois jours après le décès du rabbin Schneerson The Forward annonce que le mouvement est divisé autour de la mort de leur leader certains affirmant qu'il est vivant, d'autres affirmant qu'il serait ressuscité :

« Certains à Crown Heights affirment qu'ils ne croient pas le Rabbi mort, et d'autres pensent que sa résurrection est imminente. Certains de ces résurrectionnistes, critiqués au sein même du mouvement, ont même pris l'habitude de dormir près de la tombe du Rabbi aux cimetière de Queens, dans l'espoir d'être les premiers à voir leur Messie se lever d'entre les tombes. »

Le rabbin Schneerson porte un coup aux messianistes en désignant l'anti-messianiste Rabbi Yudel Krinsky comme unique exécuteur. Le témoin de cette volonté est le rabbin Leib Groner un fervent messianiste. La plupart des organisations importantes du mouvement Habad dépendent donc du rabbin Krinsky, un coup dur pour Groner.
Aucune personne n'est désignée dans le testament. Les rumeurs selon lequel le rabbin Yoel Kahn dit le Hozer a été nommé comme successeur sont écartées.
En quelques mois cependant, les messianistes se regroupent et deviennent l'une des deux principales forces au sein du mouvement Habad. Ils distribuent les brochures Beshourat Hagueoula dans lesquelles sont recueillis les discours du rabbin Schneerson durant les deux dernières années de sa vie afin de renforcer l'idée qu'il est encore le Messie. Elles contiennent certains commentaires du rabbin Schneerson sur le fait que l'ère messianique est imminente. Ces éléments de preuve, ainsi qu'une décision rabbinique signée par plus de 250 rabbins déclarant le Rabbi Schneerson Messie sont utilisés pour soutenir la croyance en son retour,.
En 1996, un groupe de messianistes publie une annonce dans le New York Times, intitulée Le 3 Tammouz n'est pas le Yahrzeit du Rabbi,  en 1998, une autre annonce dans le Times proclame que Schneerson :
" . . . est né pour changer le monde dans lequel nous vivons et pour nous conduire à la rédemption finale comme prédit par le Prophète. . . la présence du Machiah et ses réalisations sont déjà manifestes. La rédemption complète et la transformation du monde est imminente."
Une publication messianiste élucide la théologie, dès 1995 :
"Depuis le trois Tammouz, nous ne sommes plus en mesure de voir physiquement le rabbi roi Machiah. Le rabbi demeure physiquement en vie comme avant, seulement il est caché à nos yeux. Par conséquent, nous appelons ce jour, jour de dissimulation. Tout comme nous savons qu'il existe un Dieu qu'on ne voit pas, il en va de même du Rabbi roi Machiah qui est là, même si nous on ne le voit pas."

### Le 770Eastern Parkwayest comme le Temple
L'exigence selon laquelle le Messie doit reconstruire le temple conduit les messianistes a comparer le 770 Eastern Parkway comme le Temple.
Une réplique du 770 Eastern Parkway est construite à Kfar Habad et à Jérusalem. D'autres répliques sont construites dans le New Jersey, à Los Angeles, Melbourne, Milan, Rio de Janeiro et Buenos Aires.
Yishvam Segal, rabbin influent de Kfar Habad décrit la position messianiste du Rabbi dans le monde:
"Nous croyons que Loubavitch est Jérusalem, la Maison de notre rabbin en Babylonie [770 Eastern Parkway] est le Temple, et le Rabbi est l'arche de l'alliance permanent sur l'" Even HaShetiya ", dans laquelle repose l'être et l'essence divine."
La centralité de 770 à la pensée messianiste s'explique, car selon Maïmonide pour qu'un prétendu Messie le devienne réellement (Machiah Vadai, messie certain) il doit reconstruire le temple. Les messianistes disent que le 770 est le temple pour justifier leurs croyances, car autrement il ne peut pas être le Messie,.
De même, les autres conditions de Maïmonide sont que tout Israël soit de retour en Terre Sainte. Le Messie doit «mener les guerres du Seigneur». Les messianistes font valoir que les tenants de Chabad constituent tout Israël 'Et que les prévisions de Schneerson concernant l'effondrement de l'URSS dans les années 1980, satisfait cette dernière condition.

## Les expressions du messianisme
Il existe différents degrés de messianisme au sein de Habad. En termes généraux Habad est divisé en deux camps : les meshichistes et les anti-meshihistes avec un large éventail de croyances au sein de chaque camp :

### Meshihiste
Les "meshichistes" croient que les discours et actions du Rabbi au début des années 1990 constituent une déclaration presque formelle de sa messianité, qu'il autorise la campagne de publicité pour cette revendication, et que cette autorisation se poursuit aujourd'hui. Ils croient que le seul obstacle qui reste avant la rédemption finale est le fait que la messianité du Rabbi demeure méconnue pour la majorité des gens, et par conséquent la tâche la plus importante de tous les hassidim de Habad doit être de persuader les gens d'accepter le Rabbi comme messie. Le magazine Beit Machiah est un organe majeur de ce camp. Les membres de ce groupe sont divisés sur la question de la mort du Rabbi.

#### Un Tsadik éternel
Malgré les apparences, certains meshichists insistent que le Rabbi n'est pas mort le 12 juin 1994. Ils font valoir que, tout comme, selon le Talmud, le patriarche Jacob n'est pas mort, le Rabbi aussi ne l'est pas. Il est donc le Messie, comme il était avant son décès. Ces croyants refusent de mettre les titres honorifiques typiques pour les morts (par exemple zatsal, Zeher Tsadik livraha, que la mémoire du juste soit une bénédiction ") après le nom du Rabbi Schneerson. Ils ne visitent pas sa tombe, et ne marquent pas son yahrzeit. Ils s'appuient sur la déclaration du Rabbi selon laquelle le monde est entré dans une nouvelle période et que, contrairement à ce qui s'est passé dans le passé, le leader de la génération ne sera pas caché même après son enterrement, mais qu'il resterait en vie jusqu'à la révélation du Messie.
Cependant, il existe de nombreuses sources qui semblent soutenir l'idée que la vie d'un Tsadik ne se termine pas avec sa disparition physique. En plus de la déclaration du Talmud au sujet du patriarche Jacob, dans la bénédiction de la nouvelle lune, les Juifs disent : "David le roi d'Israël est bien vivant". Il y a aussi l'explication du Tanya sur la déclaration zoharique (III, 71b): «Quand un Juste décède, il se trouve dans tous les mondes et encore plus que durant son vivant". Le Baal HaTanya explique que la vie du Tsadik "n'est pas une vie physique, mais une vie spirituelle», et la mort physique ne modifie donc pas cet état de vie.

#### Un Messie ressuscité
D'autres dans ce camp acceptent le fait que le Rabbi est bien décédé en 1994, mais ils croient encore qu'il sera de retour comme Messie. Ils attirent l'attention sur diverses sources dans la tradition juive qui peuvent être interprétées comme permettant une telle possibilité.
Ils insistent aussi sur la conviction que le sens classique de la mort ne s'applique pas à une personne vraiment juste. Dans cette perspective Schneerson n'est pas mort spirituellement, mais seulement physiquement. Il est encore spirituellement en vie, d'une certaine façon que l'homme ordinaire ne peut percevoir. Ainsi, ils croient que bien que le rabbin Schneerson soit mort, il reviendra plus tard en tant que Messie.

#### Extrémistes Meshihistes
Certains éléments au sein du camp Meshichist vont plus loin encore, et insistent pour que le Rabbi soit révélé à tout le monde comme Messie. Ce groupe est le plus courant à Safed, et est associé à la yeshiva Habad dans cette ville. Ce groupe est également présent à Crown Heights et est actif à la grande synagogue du 770 Eastern Parkway,.

### Anti-meshihiste
Les anti-meshihistes sont formellement opposés à toute acclamation publique comme quoi le Rabbi est le Messie, bien qu'ils  ne sont pas contre l'idée elle-même. Tous les grandes organisations Habad, y compris l'Agouda Hasidei Habad et le Merkaz LeInyanei Hinouh, prennent cette position.  Le Magazine Kfar Habad est un organe majeur de ce camp.

#### "Anti-publicité"
Le plus grand groupe au sein du camp anti-meshihiste croit encore que le Rabbi est le Messie, mais ils pensent que c'est difficile à comprendre, et encore plus à expliquer. Ils reviennent donc à ce qui était la politique officielle de Habad jusqu'à la fin des années 1980, aux ordres directs du Rabbi, qui était d'accroître la sensibilisation du public à l'anticipation du Messie, tout en évitant toute  spéculation quant à savoir qui est le Messie.

## Réactions extérieures au Messianisme Habad

### Dans le monde Orthodoxe (Haredi)
Le monde haredi se dresse unanimement contre le messianisme Habad, et la plupart de ses leaders se sont exprimés sur le sujet. Tous le condamnent, mais selon des méthodes et avec des arguments différents.

#### Le Rebbe de Satmar
L'anthropologue Robert Eisenberg a étudié en détail les relations entre groupes hassidiques à New York. Il note que les Satmar sont extrêmement hostiles envers les Loubavitch en général, qu'ils considèrent comme des "idolâtres". 
À la mort du Rabbi, le Rebbe Zalman Leib Teitelbaum écrit : "Maintenant, nous devons attendre le vrai Mashiah".

#### Rabbin  Aharon Kotler
Le rabbin Aharon Kotler, fondateur de la Yechiva de Lakewood dans le New Jersey critiquait déjà le mouvement Loubavitch dans les années 1960, relevant déjà à l'époque des signes manifestes d'un messianisme inacceptable.

#### Rabbin Yaakov Kamenetsky
Le rabbin Yaakov Kamenetsky s'est exprimé au début des années 1980 au sujet du culte de la personnalité pratiqué par le mouvement Loubavitch. Il émet de sérieuses réserves craignant que cela ne dérive vers "quelque chose de grave". Cependant, il fait preuve de retenue dans ses condamnations, de peur que "des familles [n'] éclatent" et que des "baalei techouva [ne] perdent la foi",.

#### Rabbin Elazar Menahem Chakh
Au contraire, le rabbin Chakh, le leader des Mitnagdim en Israël durant la seconde moitié du XXe siècle a pris la responsabilité de mener une lutte active contre la Hassidout Loubavitch, et il a été de loin le plus virulent adversaire du messianisme Habad. Il n'hésitait pas à qualifier le Rabbi de "fou", d'"hérétique" et de "faux messie". Rav Chakh a été jusqu'à demander un boycott complet de toutes les institutions Habad, il interdit de prier dans leurs synagogues et de manger leur viande. Il affirme que Habad ne représente pas le judaïsme authentique et que c'est au mieux "la religion la plus proche du judaïsme".

#### Rabbin  Elya Svei
Le rabbin Elya Svei, roch de la Yechiva de Philadelphie a dit l'oraison funèbre de Rav Chakh : "Rav Chakh a pris seul l'initiative impopulaire de protester contre le messianisme Loubavitch. Il a assumé la responsabilité de dénoncer cette perversion. Il a commencé cette lutte seul et a illuminé la vérité pour que d'autres puissent le suivre."

le rabbin Svei a lutté activement pour que les yechivot Habad soient radiées de l'association américaine regroupant les écoles rabbiniques et talmudiques.

#### Rabbin  Haim Shaul Karelitz
Le rabbin Haim Shaul Karelitz de Bnei Brak parle de l'importance de "la lutte contre ce mouvement bien connu qui a désormais dévié de la voie de la Torah, sapé les fondements de la religion et de la foi, et produit un faux messie".

#### Rabbin  Yaakov Weinberg
Le rabbin Yaakov Weinberg, roch de la Yechiva Ner Yisroel de Baltimore répondit à l'un de ses élèves qu'il valait mieux prier seul que dans une synagogue Habad car ils "prient une autre divinité [eloah]".

#### Rabbin Aharon Feldman
Le rabbin Aharon Feldman, doyen de la Yechiva Ner Israel répond publiquement lorsqu'on lui demande son opinion sur le Messianisme Habad en 2003. Il commence par préciser que la plupart de grands décisionnaires n'ont pas rendu de psak din à ce sujet, et que lui-même aurait préféré éviter de le faire. Il distingue les Habad non-Meshihistes, les Meshihistes et les "Elokistes". Il tranche clairement au sujet des Elokistes : ils sont hérétiques, il est interdit de s'associer à eux en toute circonstance et de les compter dans le minyan. Concernant les Messianistes, il ne faut pas les soutenir de manière à les renfoncer dans leur croyance messianiques mais il ne les considère pas comme hérétiques pour autant. Il affirme qu'une personne prétendant que le Rabbi est le Machiah a un jugement altéré et n'est pas apte à diriger une communauté : "Un Messianiste ne peut qu'être ignorant et on ne peut pas se fier à ses décisions en matière de Torah".

#### Rabbin Shlomo Eliyahu Miller
Le rabbin Shlomo Miller, roch du Kollel Avrehim de Toronto et av beit din dit dans une interview : "Je ne dirais pas que les Meshihistes sont pasul (interdits) mais plutôt qu'ils sont dans l'erreur sur une partie très importante du judaïsme. Je ne nommerais pas une telle personne comme rabbin ou chohet, mais je ne dis pas non plus que leur chehita est interdite..."

#### Rabbin Moshe Heinemann
Le rabbin Moshe Heinemann, dirigeant de la communauté Agudat Israel de Baltimore et responsable de la certification Star-K dit dans une interview : "C'est une déformation que d'affirmer que le Rabbi est le Machiah, et, comme tout ce qui n'est pas vérité, nous ne pouvons être d'accord avec cela, même si le mouvement Habad en général fait beaucoup de bonnes choses."

 Le Dr Avraham Pollack, président de Star-K répond à propos des chohatim Habad : "Nous recherchons des chohatim "Yirei Chamaim" (ayant la crainte du Ciel), et chez Habad il y en a qui remplissent cette condition, cependant, si l'un d'entre eux devait clamer ouvertement "Yechi Adonenou...", ce serait un critère rédhibitoire et nous ne pourrions l'accepter dans notre organisme.

#### Rabbin Zev Leff
À la question "Pensez-vous que le Rabbi puisse être le Machiah ?", le rabbin Zev Leff répond tout simplement qu'« accepter l'idée que le Machiah puisse être une personne décédée qui ressusciterait, est une erreur qui ne peut évidemment pas reposer sur un concept juif, car cela rendrait vains 2000 ans d'opposition au christianisme. »

Le rabbin Leff affirme également qu'il ne faut pas prier dans une synagogue en majorité Meshihiste, mais qu'il n'y a pas de problème à manger dans un restaurant appartenant à un Meshihiste notoire du moment que la surveillance de la cacherout est sérieuse.

#### Rabbin  Avraham Ravitz
Le rabbin Avraham Ravitz, leader du parti israélien Degel HaTorah dit : "Le Rabbi a une grande influence, et son mouvement compte beaucoup de fidèles. Mais il crée beaucoup de tensions au sein du Judaïsme et en Israël."
À propos du Machiah : "Il viendra quand il viendra. C'est de la folie d'essayer de le forcer à venir en le vendant comme du Coca-Cola, avec des slogans, des affiches et en distribuant des autocollants." "Ils ne veulent pas faire venir le Machiah, ils veulent faire venir leur Rabbi comme Machiah."

### Dans le monde Religieux-Sioniste (Dati Leoumi)

#### Rabbin Chlomo Aviner
Le rabbin  Shlomo Aviner, rabbin de Bet El, dit que la possibilité reste ouverte mais que « tant que le Rabbi n'aura[it] pas ressuscité, personne ne peut dire que c'est le Machiah. »

#### Le grand-rabbinat d’Israël
Le grand-rabbinat d'Israël publie en 2000 l'annonce suivante : 
"Lors de la réunion du Conseil du Grand Rabbinat d'Israël qui s'est tenue le 10 Cheva 5760 ([17 janvier 2000]), il y a eu une discussion au sujet d'une annonce parue dans la presse et signée par de nombreux rabbins affirmant que chacun doit obéir aux paroles d'un prophètes, y compris s'il affirme être le Roi Machiah. Avec l'accord des Grands Rabbins d'Israël et des membres du Conseil, la décision suivante est adoptée à l'unanimité :

Ces derniers jours, des annonces et des déclarations ont été publiées. Celles-ci qui peuvent induire en erreur des personnes simples avec de la propagande messianiste selon laquelle un certain rabbin hassid serait le Roi Machiah, et qu'il faudrait l'appeler avec un divers titres. Nous n'avons pas l'intention, Dieu préserve, de diminuer la grandeur et les activités du Rabbi de mémoire bénie, mais parce que nous traitons ici des fondements de la foi et qu'il y a un danger dans cette propagande, nous avons le devoir de mettre en garde contre cette approche. C'est à propos de tels sujets que nos Sages de mémoire bénie ont dit "Hommes de sagesse, soyez prudents dans vos paroles". Des individus, indésirables aux yeux des autorités rabbiniques, exploitent la signature d'autres rabbins pour détourner notre foi dans la venue du Machiah en propagande dans des intentions imprévisibles. Il faut être prudent et avertir les gens, il faut croire dans la doctrine orthodoxe qui affirme que le messie viendra de la façon dont nos maîtres nous l'ont enseigné".

### Dans le judaïsme orthodoxe moderne

#### LeRabbinical Council of America
En 1996 le Rabbinical Council of America, la plus grande association de rabbins orthodoxes américains approuve la résolution suivante :
"À la lumière des perturbations qui se sont récemment développées au sein de la Communauté juive, le Conseil déclare qu'il n'y a pas de place dans le Judaïsme pour la croyance selon laquelle le Machiah ne commencera sa mission qu'après être décédé, enterré et ressuscité."

#### Rabbin Aaron Soloveitchik
En 1994, le rabbin Aaron Soloveitchik écrit dans The Forward : "Schneerson ne peut pas être le Machiar. Il n'est pas vivant, et le Machiah doit être vivant. Nous attendons un Machiah vivant, pas un Machiah mort". Il ajoute qu'un Machiah ressuscité "est possible dans la foi chrétienne, mais pas dans le judaïsme" et que "cela répugne tout ce que le Judaisme représente".

Cependant, dans l'édition du 28 juin 1996 de The Jewish Press, il revient sur sa position, influencé par Rav Heschel Greenberg de Buffalo, et fait paraître l'annonce suivante : 
"Avant le décès du Rabbi, je faisais moi-même partie de ceux qui croyaient qu'il pouvait être le Machiah. Et j'ai l'intime conviction que si nous, particulièrement dans la communauté orthodoxe, avions été unis, nous aurions mérité la Rédemption. Dans la mesure où la croyance - basée en partie sur des déclarations similaires faites par le Rabbi lui-même concernant le Rabbi précédent, et incluant d'importants rabbins et rachei yechiva - selon laquelle le Rabbi peut toujours être le Machiah à la lumière des enseignements de la Gemara dans Sanhedrin, du Zohar, d'Abarbanel, de Kisvei Arizal, de Sdei Hemed et d'autres sources est maintenue par beaucoup de Loubavitch, il ne faut pas nier le fait ces croyances sont en dehors des frontières de l'Orthodoxie. Cependant, ce désaccord légitime sur l'interprétation des textes ne doit pas être utilisé pour causer du tort au mouvement Loubavitch qui a toujours été et qui continue à être en première ligne de la bataille contre les missionnaires, l'assimilation et l'indifférence. Cela ne ferait qu'alimenter les regrettables disputes qui empoisonnent déjà la communauté Juive, et particulièrement la communauté de la Torah."
Une lettre de Rav Soloveitchik datée de 2000 met les choses au point : "Les publications Loubavitch persistent à prétendre que je valide leur croyance selon laquelle le Machiah peut ressusciter. Je rejette et nie vigoureusement toute affirmation dans ce sens. Je l'ai déjà dit publiquement, de telles croyances répugnent le judaïsme et sont à l'opposé de la vérité. Mon intention dans la lettre publiée dans The Jewish Press était d'exprimer mon opinion selon laquelle il ne faut pas condamner tout le mouvement Loubavitch ni attacher l'étiquette d'hérétique à ceux qui admettent de telles croyances. Mais une fois encore, en ce qui me concerne je rejette l'affirmation ridicule selon laquelle je justifie leur point de vue."

#### Rabbin Norman Lamm
Le rabbin Norman Lamm, chancelier et ancien président de l'université Yeshiva affirme que les efforts pour faire reconnaître le Rabbi comme Machiah n'auraient jamais été tolérés de son vivant. Il ne croit pas que le Rabbi pensait lui-même être le Machiah, mais plutôt qu'il se voyait comme un possible candidat. Il conclut : "continuer ce mythe Meshihiste est au-delà du ridicule. Il est facile de déformer les enseignements du Rabbi, on peut lui faire dire que c'est le Machiah, et on peut même arriver à lui faire dire qu'il est d'essence divine. C'est une hérésie et c'est dangereux. Je me demande si de telles déformations n'auraient pas pu et du être évitées par les responsables d'un mouvement qui n'a pas perdu de sa vitalité

#### Rabbin Tzvi Hersh Weinreb
Le rabbin Tzvi Hersh Weinreb, vice-président de l'Union orthodoxe commente : « C'est une grande tragédie que la grande piété, l'érudition et l'amour d'Israel du Rabbi soient souillés par une telle hérésie. En l'absence d'un successeur, il y a eu une forte réaction messianiste. En se basant sur des remarques fragmentaires du Rabbi lui-même, beaucoup de ses disciples croient qu'il est le Machiah et qu'il reviendra d'entre les morts pour diriger à nouveau ses fidèles et le monde entier dans l'ère messianique. Cette croyance n'est certainement pas celle du Judaïsme, et aux yeux de beaucoup c'est une blasphème guère différent des croyances chrétiennes". »

#### Rabbin Haim Brovender
Le rabbin Chaim Brovender, président de l'Academy for Torah Initiatives and Directions in Jewish Education écrit dans un article : "Bien que la démarche du Rebbe ait toute ma sympathie, je n'ai jamais fait partie du mouvement Habad. Quand l'idée Meshihiste a commencé à prendre de l’ampleur, je dois admettre que cela m'a laissé froid. Après tout, si le Rabbi avait été convaincu d'être le Machiah, il aurait eu beaucoup d'opportunités de l'annoncer publiquement, alors qu'il n'y a fait que quelques vagues allusions sujettes à interprétation. La Rambam dit que lorsque le Machiah viendra, tout le monde le saura. Il ne fait aucun doute qu'en dehors de Habad, personne ne sait. Je ne peux pas à me rallier à l'idée que le Rabbi, qui est décédé il y a quelques années, continue d'exercer comme Machiah. Malgré l'évidente grandeur du Rebbe, il semble qu'il y ait eu une fois de plus une erreur sur le sujet."

#### Rabbin Gil Student
Le rabbin Gil Student est l'auteur d'un ouvrage prouvant à l'aide de la Guemara, du Midrach et du Rambam que le Rabbi ne peut pas être le Machiah.

### Dans le monde libéral
Le rabbin David Hartman a commencé à exprimer des réserves sur le Messianisme du vivant du Rabbi : "La ferveur messianique est toujours un développement dérangeant."

Le rabbin Arthur Lelyveld décrit le mouvement Loubavitch comme "une organisation ayant une atmosphère de secte"